# 哈根号岸防舰
哈根号是德意志帝国海军于19世纪末建造的八艘齐格弗里德级岸防舰的第六艘，以北欧神话人物哈根命名。舰只于1891年至1893年间在基尔的帝国船厂建造，装备有三门240毫米口径箍炮作为主炮。它于整个1890年代都在德国舰队服役，并至1900－1902年间重建。1914年8月第一次世界大战爆发后，该舰被编入第六分舰队，但未参与任何实质行动。哈根号于1915年复员，此后被用作宿营船。它于1919年最终作废钢出售，随后拆解。

## 设计

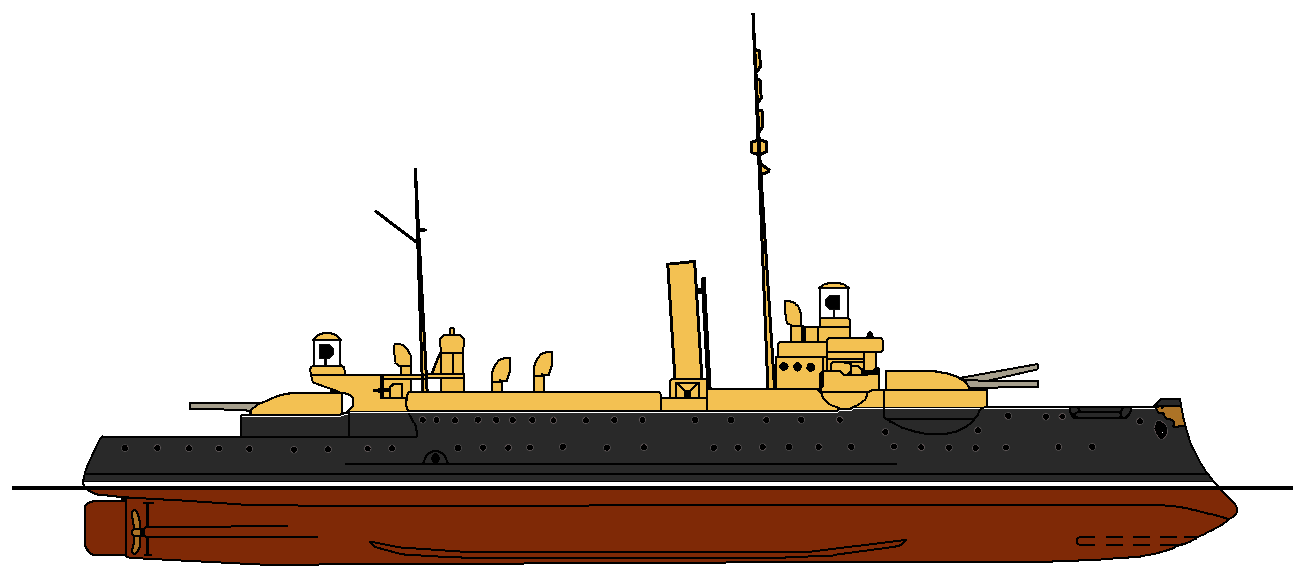
齐格弗里德级舰只的原始配置图

在19世纪80年代末，面对海军预算有限（由于帝国议会反对海军开支和威廉皇帝运河的疏浚费用），德意志帝国海军一直在努力解决建造何种主力舰的问题。作为新任帝国海军部长，列奥·冯·卡普里维中将提出了一系列设计方案，其范围涵盖了排水量2500吨的小型岸防舰，以及排水量9800吨的远洋战列舰。他最终决定以十艘岸防舰来保卫德意志湾的大型河口，因为即使在议会内，海军反对派也认为这类铁甲舰是必要的。其中的前六艘都是基于卡普里维提出的最小尺寸建造。
哈根号的全长为79米，有14.9米的舷宽和最多5.74米的吃水深度，满载排水量为3741吨。舰只的推进装置由两台立式三缸三胀式蒸汽机组成，所需的蒸汽是通过四台燃煤锅炉供给。舰只的最高航速为14.8節（27.4每小時），并可以10節（19每小時）的速度续航1,490海里（2,760）。其标准船员编制为20名军官及256名水兵。
舰只的主炮是由克虏伯提供、安装在三个单座炮塔中的三门240毫米35倍径箍炮组成。其中两门并排放置在艏楼，第三门位于主舰艛的后方。它们共配备204枚弹药。副炮则由八门88毫米30倍径速射炮组成。此外，哈根号还装备有六门37毫米机炮和四具直径为350毫米的鱼雷发射管。后者全部安装在甲板的枢转支架上，舰艏、舰艉以及舰舯两侧各有一具。舰只受到舰舯240毫米厚的水线装甲带和30毫米厚的装甲甲板保护。司令塔侧部的装甲厚度也有80毫米。哈根号的部分装甲是由新开发的克虏伯渗碳钢制成，较同级前三艘舰所使用的复合钢更为有效。

## 建造
舰只最初是由德意志帝国海军以“S号四等铁甲舰”（Panzerschiffs IV. Klasse S）为合同代号订购。来自基尔的帝国船厂获得了建造合同，自1891年9月开始架设龙骨；但由于该船厂的建造任务繁重，直至两年多以后、即1893年10月21日，新舰才得以下水。在下水仪式上，由时任船厂首席总监的海军上校奥托·迪德里森主持，为舰只冠以“哈根”之名——这是出自《尼伯龙根之歌》的一位英雄人物。此后，进一步的舾装工序一直持续至1894年9月完结。

## 服役历史

### 和平时期

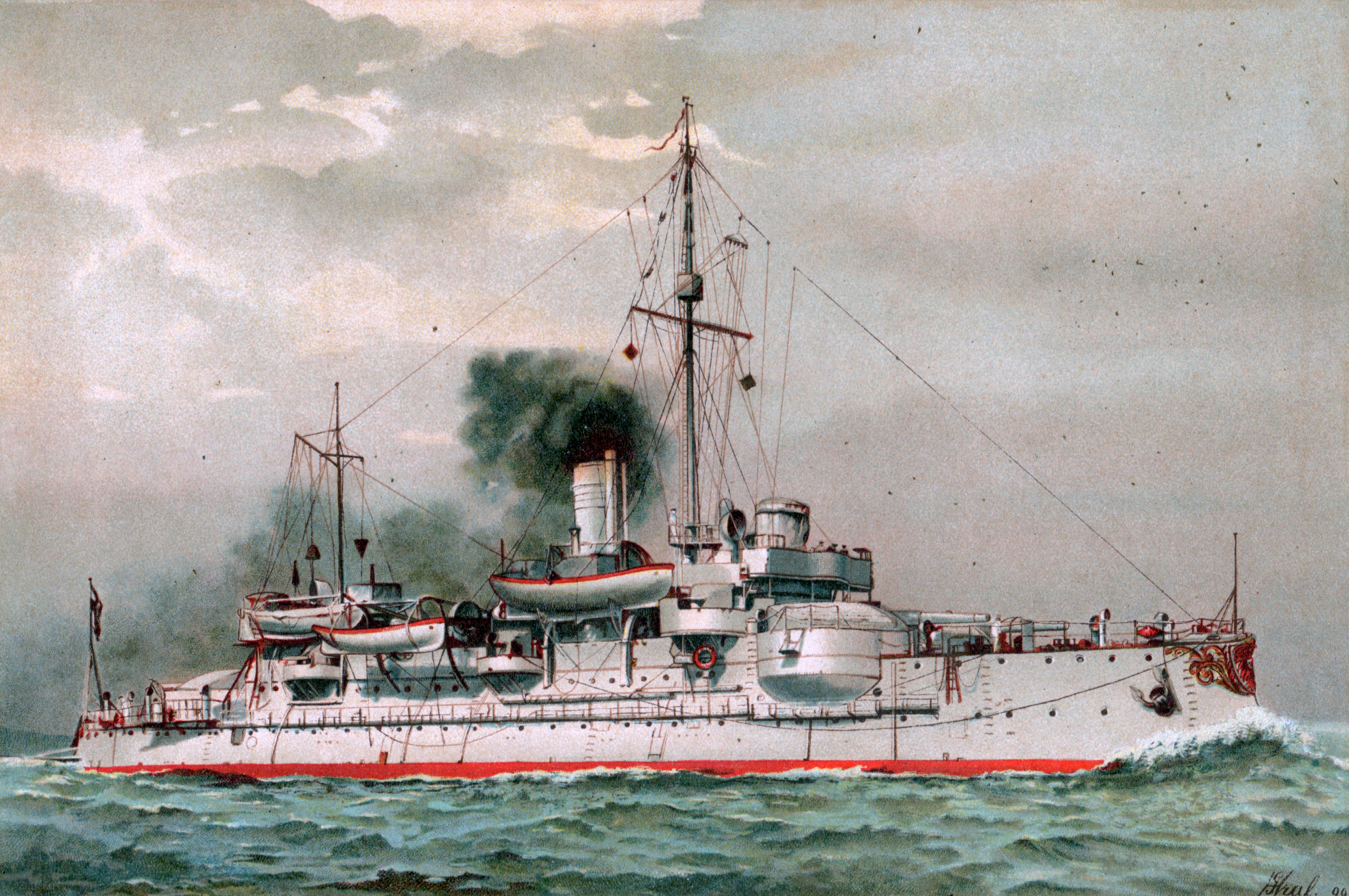
描绘哈根号的画作

哈根号于1894年10月2日得以首次投入使用。接下来的海试成果令人满意；特别是根据成熟的经验，避免了此前建造的姊妹舰发生的锅炉装置问题。自11月28日起，该舰被编入新组建的波罗的海预备役总队（Reservedivision der Ostsee）。从1895年5月13日至6月2日，哈根号进行了一次训练巡航。6月21日，在威廉皇帝运河通航之际，舰只又跟随预备役总队一同参加了海上阅兵。四天后，该总队解散。
1895年初，两名德国商人在摩洛哥遇害，致使德国政府要求赔偿25万马克。在原计划前往东亚的防护巡洋舰伊伦娜号进入摩洛哥水域后，摩洛哥政府起初同意了这一点。然而最终的付款却遭到拒绝。哈根号随即于6月29日被派往丹吉尔，展示国旗并强调德国的要求。同时，奥古斯塔皇后号、教练舰施托施号以及从东亚返国的巡洋武装帆船玛丽号武装帆船也奉命至丹吉尔集结。此外，第一分舰队也将训练行程延长至西班牙北部。四艘军舰于7月10日抵达丹吉尔。该部队由奥古斯塔皇后号的舰长、海军上校奥斯卡·冯·舒克曼领导，它们为德国公使提供了支持，并展现出预期的效果。摩洛哥最终同意了德国的要求，四艘军舰遂于8月5日离开丹吉尔。哈根号于8月10日启程返国，并在九天后抵达威廉港。
返国后，哈根号被编入秋季演习舰队的侦察部队。自9月19日起，该舰恢复为波罗的海预备役总队的主力舰职能。1896年，哈根号先是在基尔担任巡逻舰。从6月28日至7月9日，该舰曾短暂隶属于第一分舰队，至秋季演习期间又再度加入侦察部队。1897年，哈根号主要是在预备役总队担任主力舰，在8月3日至9月25日的秋季演习期间则加入了全由六艘齐格弗里德级舰只临时组建的第二分舰队，并在海军少校福尔克马尔·冯·阿尼姆麾下担任第四总队的旗舰。在来年的秋季演习中，哈根号同样被编入重新组建的第二分舰队。8月31日，一起锅炉事故导致这艘岸防舰的演习进程提前结束。受损的哈根号只必须由箭号通报舰拖曳至基尔，并于9月29日在当地退役。

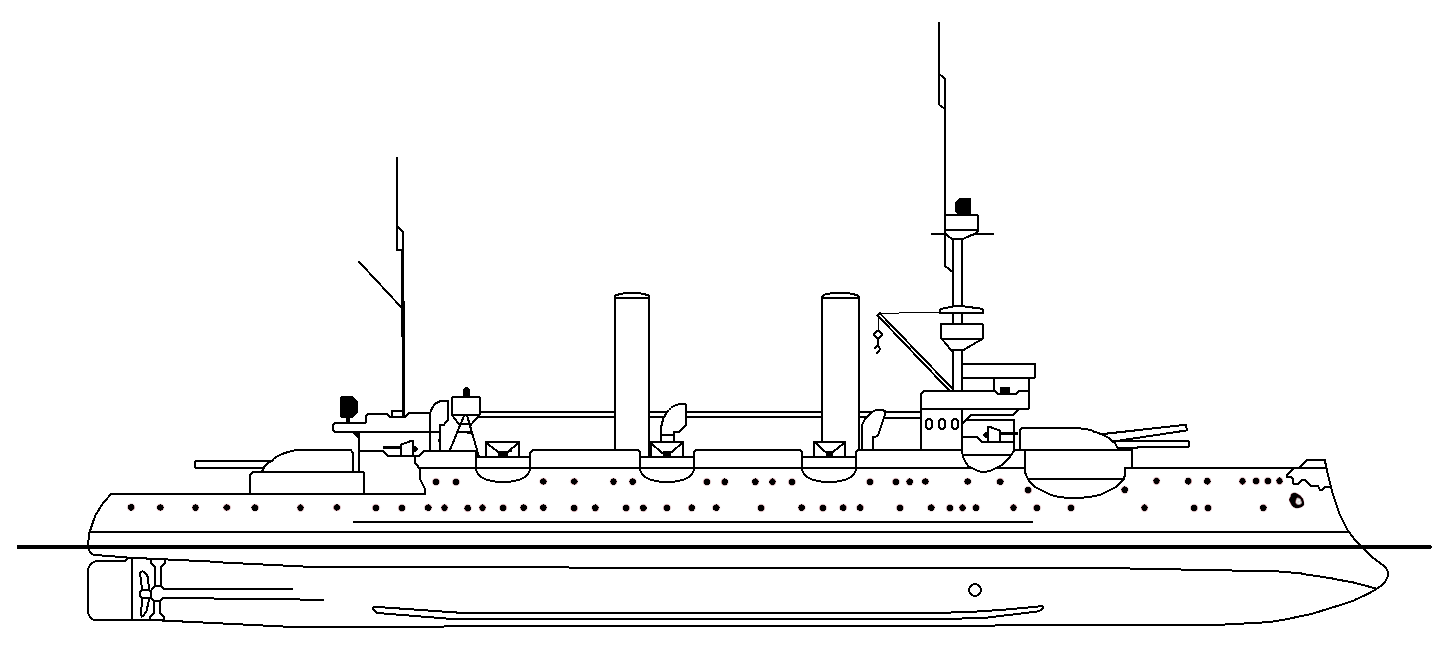
改造后的哈根号侧视图

由于齐格弗里德级舰只的射程特别短，因此全部八艘同级舰都在1899年至1904年间都经历了重建。哈根号是1899年5月在基尔帝国船厂进行这类重建的第一艘舰。舰只的舯部被切割并延长了近8.4米、排水量增至4247吨；原有锅炉设备被八台由帝国海军设计的新式船用水管锅炉所取代，并安装了第二座烟囱，致使其外观发生了重大变化。与此同时，原本安装在柚木上的复合钢装甲也替换为克虏伯开发的镍钢材质。此外，武器装备也得到了调整，其中37毫米机炮被全数移除，88毫米炮的数量增至十门，而四具350毫米鱼雷管则被替换为三具450毫米管。通过重建，哈根号的轮机性能和燃煤贮存量均得到显著改善，从而提升了巡航距离和最高速度。
哈根号于1900年10月2日重新投入使用，并率先进行海试。海试取得了积极的成果，因此同级其它七艘姊妹舰才陆续进行了相应的重建。12月12日，该舰抵达但泽的诺伊法瓦泽，并归入波罗的海预备役总队。1901年1月，哈根号启程前往怀特岛。在那里，它与铁甲舰巴登号和大巡洋舰维多利亚·路易丝号一同，参加了1月31日英国女王维多利亚驾崩之际举行的丧礼舰队巡游。哈根号于2月11日返回但泽。在夏季和秋季，舰只先是跟随预备役总队进行训练，然后于秋季演习期间被编入新组建的第二分舰队。在基尔帝国造船厂进行大修后，哈根号于10月和11月发生不服从事件，并造成财产损失。直至1918年，此类事件在帝国海军中都是极为罕见的。
随后两年的运用与1901年类似。1903年中期，哈根号发生一起机械故障，于7月8日至30日在但泽帝国船厂进行维修。继参加完秋季演习后，舰只也于9月17日在但泽退役。直至1909年的秋季演习中，哈根号才于7月22日至9月15日期间重启，这也是该舰在和平时期最后一次运用。

### 第一次世界大战

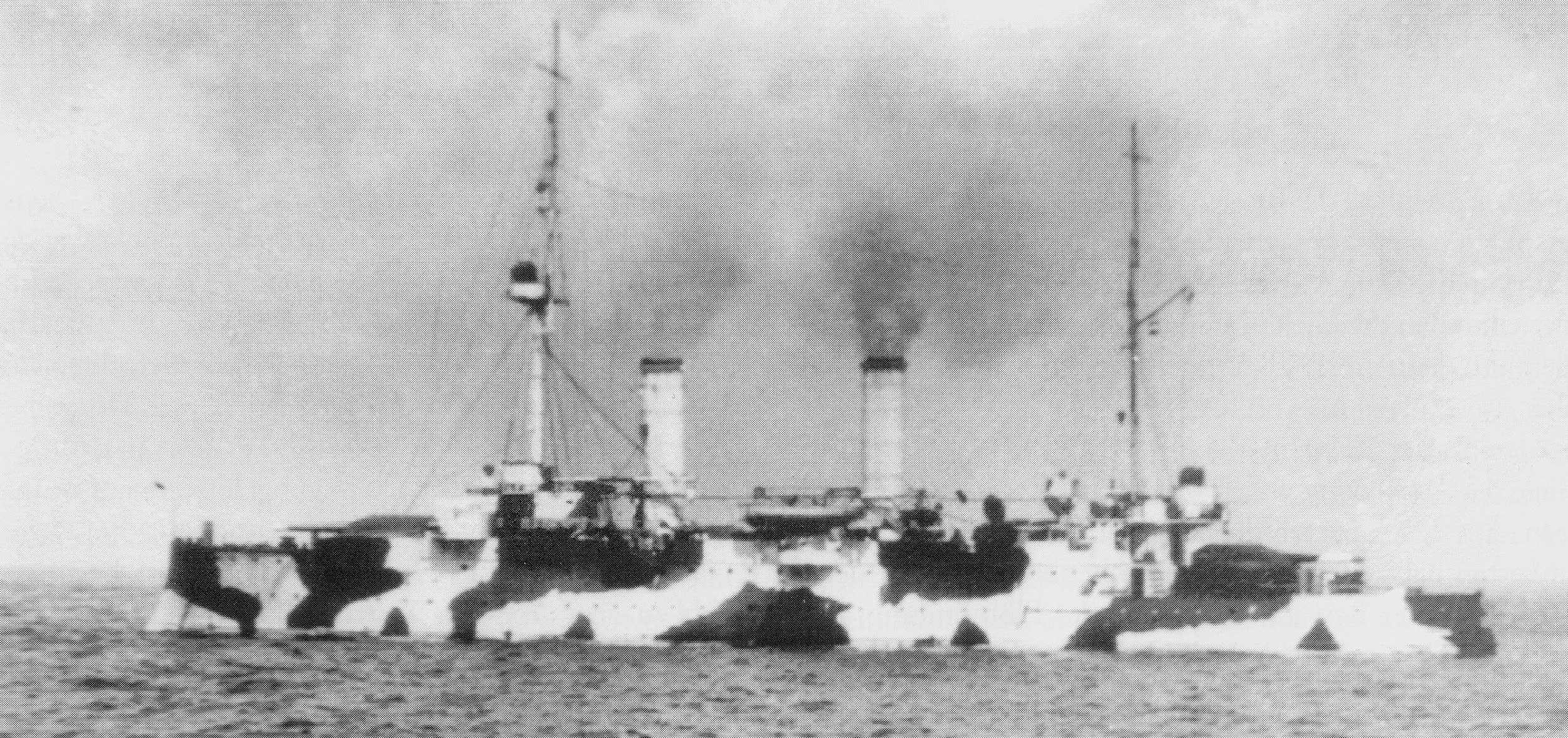
漆以迷彩涂装的哈根号于1915年

第一次世界大战爆发后，哈根号于1914年8月14日获重新动员。它与同级的七艘姊妹舰均被编入第六分舰队，受海军少将理夏德·埃克曼指挥，主要在德意志湾沿岸执行岸防和前哨任务。哈根号于9月15日抵达北海。九天后，该舰在福斯拉普附近搁浅，不得不由希尔德布兰德号协助拖出。从9月19日至12月13日，哈根号负责担任亚德河和威悉河口的前哨执勤。11月4日，该舰协助营救了大巡洋舰约克号381名船员。当时约克号在浓雾笼罩的外亚德不慎撞上己方布设的水雷区，并因舱壁断裂而倾覆沉没。
从1915年12月12日至6月14日，哈根号被部署至埃姆斯河口；之后于重返亚德河和威悉河口值勤直至8月30日。自当日起，哈根号不再使用。第六分舰队也于翌日解散，这是由于齐格弗里德级舰只此时已经完全过时、战斗力低下，同时帝国海军也面临人员短缺的问题。于是，哈根号于9月1日驶抵但泽，至九天后在当地退役。

### 结局
自1916年6月起，哈根号在利鲍成为供波罗的海潜艇区舰队使用的一艘宿营船。8月19日，该舰首先被拖至但泽，9月22日又被拖至瓦尔讷明德。在那里，哈根号至战争结束之前都作为一艘在波罗的海担任前哨值勤军舰的附属舰。1919年6月17日，即结束一战的《凡尔赛条约》签署前不久，除奥丁号外的所有岸防舰均从海军序列中除籍。哈根号随后被出售至荷兰，然后在当地拆解报废。
根据1900年第二部《舰队法》中规定的战列舰（含岸防舰）20年使用年限，皇后号战列舰得以作为哈根号的替舰而于1911年下水。

## 脚注
注释
1. ↑  SMS表示, 即“陛下之舰”。
2. ↑  所有德国舰船在订购时都会被赋予临时代号；其中新增编入舰队的使用字母代号，而用于替换旧舰的则使用“（旧舰名）替舰”。[6]

引用
1. ↑  Dodson，第33–34頁.
2. ↑  Gröner，第10–11頁.
3. ↑  Dodson，第34頁.
4. 1 2  Gröner，第11頁.
5. ↑  Sondhaus，第187頁.
6. ↑  Gröner，第56頁.
7. ↑  Hildebrand & Röhr & Steinmetz，第52–54頁.
8. ↑  Gardiner，第246頁.
9. 1 2 3 4 5 6  Hildebrand & Röhr & Steinmetz，第53頁.
10. ↑  Sondhaus，第200頁.
11. ↑  Gröner，第10-11頁.
12. ↑  Gardiner & Gray，第142頁.
13. ↑  Gröner & Jung & Maass，第48頁.